# Conquête musulmane de la Sicile
Guerres arabo-byzantines
Batailles
- Mu'tah (629)
- Ajnadayn (634)
- Damas (634)
- Fahl (635)
- Yarmouk (636)
- Jérusalem (636-637)

- Héliopolis (640)
- Nikiou (646)

- Sufétula (647)
- Tahouda (683)
- Mammès (688)
- Carthage (698)
- Oued Nini (698)

- 1re Constantinople (674-678)
- Sébastopolis (692)
- Tyane (~708)
- 2e Constantinople (717-718)
- Andrinople (718)
- Nicée (727)
- Akroinon (740)

- Kamacha (766)
- Invasion de l'Asie Mineure (782)
- Kopidnadon (788)
- Krasos (804)
- Invasion de l'Asie Mineure (806)
- Anzen (838)
- Amorium (838)
- Mauropotamos (844)
- Poson (863)
- Bathys Ryax (872 ou 878)

- Syracuse (877-878)
- Stelai ou 1re Milazzo (880)
- 2e Milazzo (888)
- Taormine (902)
- Garigliano (915)
- Détroit (965)
- Georges Maniakès en Sicile (1038-1040)

- Phœnix de Lycie (655)
- Keramaia (746)
- Conquête musulmane de la Crête (années 820)
- Damiette (853)
- Raguse (866-868)
- Kardia (~872-873)
- Golfe de Corinthe (~873)
- Céphalonie (880)
- Chalcis (~883)
- Thessalonique (904)

- Portes ciliciennes (878)
- Campagnes de Jean Kourkouas (926-944)
- Marach (953)
- Raban (958)
- Andrassos (960)
- Campagnes de Nicéphore II Phocas (956-969)
- Chandax (960-961)
- Alexandrette (971)
- Campagnes de Jean Tzimiskès (~950-975)
- Gués de l'Oronte (994)
- Alep (994-995)
- Apamée (998)
- Campagnes de Basile II (979-999)
- Azâz (1030)

La conquête musulmane de la Sicile commence en 827 pour s'achever en 902 avec la chute de Taormine, la dernière grande forteresse byzantine de l'île. Toutefois, quelques places forces resteront aux mains des Byzantins mais les musulmans auront le contrôle global de l'île jusqu'à sa conquête par les Normands à partir de 1061.
Bien que la Sicile ait subi des raids musulmans dès le milieu du VIIe siècle, ces attaques ne remettent pas en cause le contrôle byzantin sur cette île, qui reste largement isolée du reste de l'Empire byzantin et des troubles qui l'agitent. L'occasion de la conquête de l'île par les émirs aghlabides de l'Ifriqiya se présente en 827. À cette date, le commandant de la flotte de l'île, Euphémius, se révolte. Vaincu par les forces loyalistes et expulsé de l'île, il cherche de l'aide auprès des Aghlabides. Ces derniers entrevoient alors la possibilité de s'étendre territorialement et de mettre fin à leurs querelles internes en concentrant leur énergie dans la prise de l'île. Après le débarquement des musulmans sur l'île, Euphémius est rapidement écarté. Un premier assaut contre Syracuse (la capitale) échoue mais les musulmans parviennent à contenir la contre-attaque byzantine et à conserver quelques forteresses. Grâce à des renforts en provenance de l'Ifriqiya et d'Al-Andalus, ils peuvent prendre Palerme en 831, qui devient la capitale de la nouvelle province musulmane.
L'Empire byzantin envoie quelques expéditions pour soutenir les forces locales mais il préfère concentrer ses efforts contre les Abbassides, sur la frontière orientale de l'Empire et contre l'émirat de Crète en mer Égée. De ce fait, il ne peut conduire un effort soutenu pour repousser les musulmans qui peuvent lancer des raids sur les positions byzantines presque sans résistance durant trois décennies. La puissante forteresse d'Enna, au centre de l'île, est le principal rempart byzantin contre l'expansion musulmane mais elle chute en 859. Après cet événement, les musulmans accroissent leur pression contre les régions orientales de l'île et, après un long siège, ils s'emparent de Syracuse en 878. Les Byzantins ne conservent alors que quelques forteresses au nord-est de la Sicile pendant quelques décennies. Ils tentent alors de mener diverses expéditions pour reprendre l'île jusqu'au XIe siècle sans réussite. La chute de Taormine en 902 marque la fin de la conquête musulmane de la Sicile.
Sous la domination musulmane, la Sicile est prospère et finit par se détacher de l'Ifriqiya pour former un émirat semi-indépendant. La communauté musulmane de l'île survit à la conquête normande dans les années 1060 et conserve une certaine prospérité sous les rois normands, donnant naissance à une culture syncrétique originale. Toutefois, cette population est déportée à Lucera dans les années 1220 après une révolte infructueuse.

## Contexte
Tout au long de l'Empire romain, la Sicile est une région prospère et calme. C'est seulement au Ve siècle qu'elle fait l'objet d'attaques des Vandales, opérant depuis les côtes de l'Afrique du Nord. En 535, l'île passe sous le contrôle de l'Empire byzantin et subit les raids des Ostrogoths lors de la guerre des Goths. À la fin de celle-ci, la région retrouve son calme. Son insularité la protège et elle ne subit pas l'invasion lombarde de l'Italie lors des VIe et VIIe siècles. Elle garde une vie urbaine florissante et une administration civile. Toutefois, la montée de la menace liée à l'expansion musulmane place la Sicile de nouveau en première ligne. Comme l'écrit John B. Bury, « une terre riche et une île tentante, la Sicile occupe une position centrale entre les deux bassins méditerranéens, ce qui la rend d'une importance cruciale pour toute puissance maritime de l'Orient en expansion politique ou économique. Pour un dirigeant africain ambitieux, elle est une tête de pont vers l'Italie et la mer Adriatique ».
Par conséquent, l'île est très tôt la cible des musulmans qui lancent leur premier raid en 652, quelques années seulement après la création de leur première marine. Avec la conquête musulmane de l'Afrique du Nord, la Sicile devient une base stratégique primordiale. En 661-668, elle accueille même la résidence impériale de Constant II. Elle devient un thème vers 690 et son gouverneur (le stratège), dirige aussi les quelques positions byzantines subsistantes dans le sud de l'Italie. Tout au long de la première moitié du VIIIe siècle, l'île est de nouveau victime de raids mais elle ne connaît pas de menaces sérieuses avant la fin des conquêtes musulmanes de l'Afrique du Nord et de l'Espagne. C'est Abd al-Rahman al-Fihri, le gouverneur arabe de l'Ifriqiya, qui planifie la première invasion de l'île. Il tente aussi de s'emparer de la Sardaigne en 752-752 mais il en est empêché par une rébellion berbère,.
En 799, le fondateur de la dynastie aghlabide, Ibrahim ibn al-Aghlab, s'assure la reconnaissance de son autorité en tant qu'émir autonome de l'Ifriqiya par le calife abbasside Hâroun ar-Rachîd. De ce fait, il crée un État pratiquement indépendant, centré sur la Tunisie moderne. En 805, Ibrahim conclut une paix de dix ans avec le gouverneur byzantin de la Sicile qui est renouvelée par le fils et successeur d'Ibrahim, Abdallah Ier. Au cours de cette époque, les Aghlabides doivent concentrer leurs efforts dans leur rivalité contre les Idrissides et ils ne s'occupent pas de la Sicile. En revanche, des documents attestent d'un commerce actif entre la Sicile et l'Ifriqiya et de la présence de commerçants arabes sur l'île,.

## Rébellion d'Euphémius
L'occasion d'une invasion de la Sicile est fournie par la rébellion du tourmarque Euphémius, le chef de la flotte de l'île. Selon des récits plus tardifs et peut-être fictionnels, il est attiré par une nonne et l'oblige à l'épouser. Ses frères protestent auprès de l'empereur Michel II qui ordonne au stratège de l'île, Constantin Soudas, d'enquêter sur l'affaire et de couper le nez d'Euphémus si son méfait est prouvé. Alors qu'il revient d'un raid naval contre la côte africaine, Euphémius apprend qu'il doit s'attendre à être arrêté. Il décide alors de faire voile pour Syracuse et occupe la cité dont le gouverneur trouve refuge à Catane. Euphémius parvient rapidement à gagner le soutien d'une grande partie du commandement militaire de l'île. Il repousse une tentative de Constantin de reprendre Syracuse, le poursuit et finit par le capturer et l'exécuter. Il est ensuite proclamé empereur. L'historien Alexandre Vassiliev émet des doutes quant aux origines « romantiques » de la révolte d'Euphémius et considère qu'elle est motivée par l'ambition du général, qui tente de profiter de la faiblesse du gouvernement central byzantin après la révolte de Thomas le Slave. En outre, il compte sur la focalisation du pouvoir central sur l'invasion musulmane de la Crète.
Toutefois, Euphémius fait face à la désertion de l'un de ses plus proches et puissants alliés connu sous le nom de Balata, et de son cousin Michel, le gouverneur de Palerme. Les deux hommes dénoncent l'usurpation par Euphémius du titre impérial et marchent contre Syracuse. Là, ils le battent et s'emparent de la ville.
À l'image d'Elpidius qui se rebelle contre Irène l'Athénienne depuis la Sicile, Euphémius décide de trouver refuge parmi les ennemis de l'Empire byzantin. Avec quelques partisans, il se dirige vers l'Ifriqiya. Là, il envoie une délégation auprès de la cour aghlabide qui plaide auprès de l'émir Ziyadat Allah. Elle demande le soutien d'une armée pour aider Euphémis à conquérir la Sicile, après quoi il s'engage à payer un tribut annuel. Cette offre est une opportunité majeure pour les Aghlabides, qui font face à des tensions ethniques entre Arabes et Berbères ainsi qu'à des dissensions et des rébellions parmi l'élite dirigeante arabe (le jund). Des critiques sont émises à l'encontre de certaines de leurs pratiques comme leur système de taxation jugé non islamique ou leur mode de vie luxueux. Les juristes de l'école malikite sont la principale source de ces critiques. Au moment de l'arrivée d'Euphémius, Ziyadt Allah vient juste de réprimer une révolte longue de trois ans du jund. Ainsi que l'écrit Alex Metcalfe, « en entreprenant le djihad pour étendre les frontières de l'islam aux dépens des infidèles (ce serait la première grande conquête depuis l'invasion de la péninsule ibérique en 711), ils feraient taire les critiques des juristes. Dans le même temps, ils pourraient rediriger les énergies destructrices du jund vers la Sicile et garantir une nouvelle source d'hommes et de richesse ».
Le conseil de Ziyadat est partagé sur la question. Toutefois, les exhortations du respecté cadi de Kairouan, Assad ibn al-Furat, qui s'appuie sur le Coran pour soutenir sa cause, convainquent l'émir de décider de l'invasion. Asad est placé à la tête d'une expédition tout en conservant son titre de cadi, pourtant incompatible avec un poste militaire en temps normal. Cette force pourrait avoir compté 10 000 fantassins et 700 cavaliers, surtout des Arabes de l'Ifriqiya et des Berbères mais peut-être aussi des hommes du Grand Khorassan. La flotte comprend de soixante-dix à cent navires auxquels il faut ajouter les vaisseaux d'Euphémius.

## Opérations initiales et prise de Palerme

### Débarquement et siège de Syracuse, 827-828
Le 14 juin 827, la flotte musulmane part de la baie de Sousse et, après trois jours de navigation, atteint Mazara, au sud-ouest de la Sicile. C'est là que l'armée débarque. Les musulmans sont accueillis par des soldats loyaux à Euphémius mais l'alliance commence rapidement à se diviser. Un détachement musulman prend des partisans d'Euphémius pour des troupes loyalistes et une escarmouche s'ensuit. Même si les troupes d'Euphémius ont reçu l'ordre de placer une ramille sur leurs casques comme une marque distinctive, Asad annonce son intention de poursuivre la campagne sans eux. Peu après, Balata, qui semble avoir pris la fonction, si ce n'est le titre, de stratège, apparaît à proximité avec une armée. Les deux armées s'affrontent dans une plaine au sud-est de Mazara et les musulmans en sortent victorieux. Balata se replie d'abord à Enna puis en Calabre, sur l'Italie continentale, où il espère regrouper plus d'hommes. Toutefois, il meurt sur place peu après son arrivée,,.
Asad laisse Mazara aux mains d'Abu Zaki al-Kinani et se dirige vers Syracuse. L'armée musulmane avance le long de la côte sud vers la capitale byzantine mais à Qalat al-Qurrat (peut-être Akrai), elle est reçue par une ambassade qui offre le paiement d'un tribut en échange de l'arrêt de sa progression. Cette proposition sert sûrement à gagner du temps pour que Syracuse puisse se préparer pour un siège et Asad, persuadé par les assurances des émissaires ou par le besoin qu'éprouve son armée à se reposer stoppe son avance quelques jours. Au même moment, Euphémius commence à regretter son alliance avec les Aghlabides et entre secrètement en contact avec les forces impériales, les priant de résister aux Arabes,. Ces derniers reprennent leur avance peu après et mettent le siège devant la ville. Dans le même temps, l'Empire byzantin est confronté à une menace plus proche de Constantinople avec l'invasion de la Crète et ne peut dépêcher de renforts sur l'île, alors même que des renforts musulmans sont envoyés depuis l'Afrique. Giustiniano Participazio, le dux du protectorat impérial de Venise, vient en aide à Syracuse mais il ne parvient pas à mettre fin au siège. Toutefois, les assiégeants souffrent du manque de provisions et d'une épidémie lors de l'été 828 qui emporte Asad. Il est remplacé par Muhammad ibn Abu'l-Jawari. Quand une flotte byzantine approche, les Arabes décident de lever le siège et de revenir en Afrique mais ils en sont empêchés par les navires byzantins. Bloqués sur l'île, les musulmans brûlent leurs navires et se retirent à l'intérieur des terres, vers le château de Mineo qui se rend au bout de trois jours,.

### Premier siège d'Enna et contre-attaque byzantine (828-829)

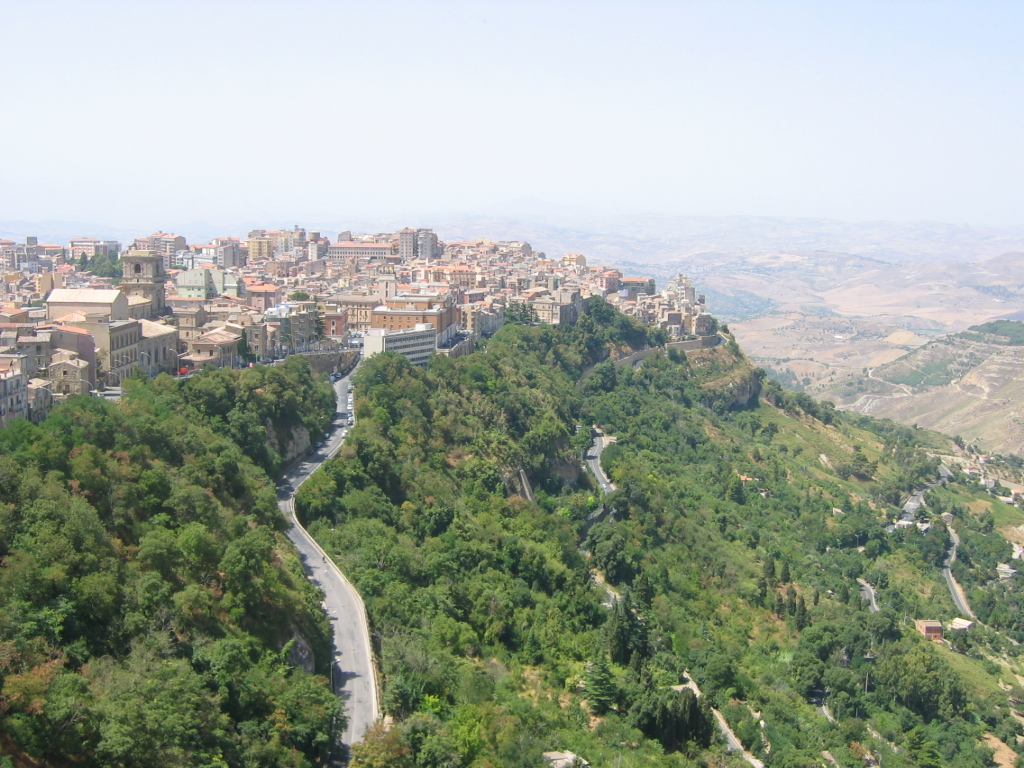
Vue actuelle de la ville d'Enna, une position clé au centre de la Sicile.

En dépit de ses contacts avec les forces impériales, Euphémius accepte de servir de guide aux musulmans. Il espère probablement que ces derniers, échaudés par leur échec et privés d'Asad, accepteront de servir ses intérêts. Après la reddition de Mineo, l'armée musulmane se divise en deux. L'une prend Agrigente à l'ouest tandis que l'autre, avec Euphémius, s'attaque à Enna. La garnison de cette place forte entame des négociations, offrant de reconnaître l'autorité d'Euphémius mais quand ce dernier se présente avec une petite escorte, il est tué. Le sort des partisans d'Euphémius après sa mort est inconnu.
Au printemps 829, Michel II envoie une nouvelle flotte en Sicile dirigée par Théodotus, qui connaît bien l'île où il a servi comme stratège. Après avoir débarqué, il marche avec son armée jusqu'à Enna, toujours assiégée par les Arabes. Il est vaincu dans la bataille qui s'ensuit mais parvient à se réfugier dans la forteresse avec la plupart de ses hommes. Cette victoire enhardit les musulmans qui décident de frapper leurs premières pièces de monnaie sur l'île. Ils sont désormais dirigés par Zubayr ibn Gawth, qui a remplacé Abu'l Jawari après sa mort. Peu de temps après, Théodotus parvient à renverser la situation. Il conduit une force qui met en déroute une troupe musulmane avant de battre l'armée arabe principale le jour suivant, tuant 1 000 hommes et poursuivant le reste jusqu'à leur campement fortifié qu'il assiège. Les musulmans tentent de rompre l'encerclement par une percée nocturne mais Théodotus n'est pas surpris, leur tend une embuscade et les vainc.
Les vestiges de l'armée musulmane vont de nouveau se réfugier à Mineo. Théodotus les suit et assiège cette position, obligeant les musulmans à manger les chevaux et les chiens. Quand ils apprennent la situation, les Arabes positionnés à Agrigente abandonnent la ville et se replient vers Mazara. De ce fait, à l'automne 829, presque toute l'île a été vidée des envahisseurs musulmans,.

### Renfort des Omeyyades et mort de Théodotus (830)
Le succès de Théodotus reste incomplet et, à l'été 830, une flotte envoyée par les Omeyyades de l'émirat de Cordoue, dirigée par Asbagh ibn Wakil, arrive en Sicile. En dépit des rivalités entre le califat abbasside et l'émirat de Cordoue, ce dernier envoie des renforts aux Aghlabides pour conquérir la Sicile, même si les Aghlabides sont dans le giron des Abbassides. Ibn Kathir rapporte que trois cents navires composent la force conjointe des Omeyyades et des Aghlabides. Théodotus ne s'oppose pas à eux, espérant qu'ils partiront après avoir razzié l'île. Toutefois, la garnison assiégée de Mineo parvient à entrer en contact avec les renforts et propose une action conjointe. Les Andalous acceptent, à condition qu'Asbagh soit reconnu comme le général en chef sur l'île. Ils marchent alors en direction de Mineo et Théodotus n'est pas en mesure de les affronter. Il décide donc de se replier vers Enna et d'abandonner le siège de Mineo à l'été 830,. L'armée combinée des Andalous et des Nord-Africains incendie Mineo et met le siège devant une autre ville, peut-être Calloniana (aujourd'hui Barrafranca). Toutefois, une épidémie éclate une nouvelle fois dans le camp arabe, tuant Asbagh et de nombreux autres. Si la ville finit par tomber à l'automne, les Arabes ont perdu de nombreux hommes et doivent se replier vers l'ouest. Théodotus se lance à leur poursuite et leur inflige de lourdes pertes, poussant les Andalous à fuir l'île. Cependant, Théodotus est tué au même moment, probablement dans l'une des escarmouches,.

### Chute de Palerme (831)
Dans le même temps, les Nord-Africains restés à Mazara, avec quelques Andalous, avancent à travers l'île et mettent le siège devant Palerme. La ville tient pendant une année, jusqu'en septembre 831. À cette date, son commandant, le spathaire Syméon, se rend en échange de la garantie pour les personnalités importantes de la ville (et peut-être la garnison) de partir en sécurité. La cité a fortement souffert lors du siège. L'historien Ibn al-Athir rapporte de façon exagérée que la population de la ville passe de 70 000 hommes à seulement 3 000, tous réduits en esclavage. Luc, l'évêque de la ville, parvient à s'enfuir et à rejoindre Constantinople où il informe l'empereur Théophile du désastre,. La chute de Palerme est une étape décisive dans la conquête musulmane de l'île. Les Arabes y disposent désormais d'une importante base militaire, ce qui leur permet de consolider leur contrôle sur la partie occidentale de la Sicile, qui devient une province aghlabide,,. Ainsi, en mars 832, le premier gouverneur aghlabide (wali), Abu Fihr Muhammad ibn Abdallah, arrive à Palerme. C'est un homme compétent, qui parvient à apaiser les violentes dissensions entre les Nord-Africains et les Andalous.

## Expansion de la province musulmane
La partie occidentale de la Sicile tombe relativement facilement aux mains des musulmans tandis que la conquête de la portion orientale est longue et irrégulière. Il existe peu de preuves de campagnes de grande ampleur et de batailles rangées. La guerre est dominée par des attaques arabes répétées contre les citadelles byzantines, complétées par des raids dans la campagne environnante pour constituer un butin, imposer un tribut ou faire des prisonniers. Dans ce conflit, le sud-est de l'île est le plus exposé, par rapport à la région nord-est, plus montagneuse et moins accessible.

### Expéditions de 832-836
Aucune opération n'est rapportée en Sicile lors des deux premières années après la chute de Palerme. Les musulmans cherchent probablement à organiser leur nouvelle province tandis que les Byzantins sont trop faibles pour réagir. En outre, ils ne peuvent espérer aucun renfort car l'Empire fait face à la montée de la pression en Orient, alors le calife Al-Ma’mūn lance des invasions répétées de la zone frontalière byzantine et menace de marcher sur Constantinople avant de mourir subitement en août 833,.
La lutte se poursuit lors des années suivantes autour d'Enna. Cette dernière devient la principale forteresse byzantine au centrale de l'île. Au début de l'an 834, Abu Fihr lance une campagne contre Enna, vainc sa garnison en terrain découvert et l'oblige à se replier dans la forteresse. Au printemps, la garnison tente une sortie mais est de nouveau vaincue et doit se replier. En 835, Abu Fihr lance un raid en Sicile centrale et défait une armée dirigée par un patrice byzantin (peut-être le stratège), capturant la femme du général et son fils. À la suite de ce succès, Abu Fihr envoie Muhammad ibn Salim dans un raid contre les régions orientales de l'île, jusqu'à Taormine. Toutefois, des dissensions éclatent parmi les musulmans, Abu Fihr est tué et ses assassins trouvent refuge auprès des Byzantins,.
Les Aghlabides remplacent Abu Fihr par al-Fadl ibn Yaqub. Ce dernier fait preuve de beaucoup d'énergie sur le terrain. Dès son arrivée, il dirige un raid aux environs de Syracuse puis un autre près d'Enna. Le stratège byzantin marche à sa rencontre mais les musulmans se retirent dans une zone montagne et forestière où les Byzantins ne peuvent les poursuivre. Le stratège attend en vain que son adversaire accepte le combat mais finit par se retirer. Il tombe alors dans une embuscade tendue par les musulmans et son armée est contrainte à la fuite. Les musulmans s'emparent de la plupart des armes, de l'équipement et des animaux byzantins, manquant de peu de capturer le stratège qui est gravement blessé,. En dépit de ses succès, Ibn Yaqub est remplacé en septembre par un nouveau gouverneur, le prince Abu'l-Aghlab Ibrahim ibn Abdallah ibn al-Aghlab, un cousin de l'émir Ziyadat Allah. Au même moment, les renforts byzantins tant attendus arrivent. La flotte byzantine bloque les navires d'Abu'l-Aghlab, dont une partie est détruite par les Byzantins et par des tempêtes. Toutefois, les Byzantins ne peuvent empêcher le reste de la flottille adverse d'atteindre Palerme. Abu'l-Aghlab riposte alors par des raids navals contre Pantelleria et d'autres localités, décapitant les prisonniers chrétiens. Au même moment, un raid de cavalerie musulman atteint les régions orientales de l'île, à proximité de l'Etna, brûlant villages et les récoltes et faisant plusieurs prisonniers,.
En 836, Abu'l-Aghlab lance de nouvelles attaques. Une force musulmane s'empare de la forteresse appelée Qastaliasali en arabe (probablement Castelluccio, sur la côte septentrionale) mais est repoussée par une contre-attaque byzantine. La flotte musulmane, dirigée par al-Fadl ibn Yaqub lance un raid contre les îles Éoliennes, s'emparant de plusieurs forts sur la côte septentrionale de la Sicile, dont Tyndaris. Dans le même temps, un autre raid de cavalerie est lancé dans la région de l'Etna, et fait un grand nombre de prisonniers chrétiens.

### Expéditions en 837-841

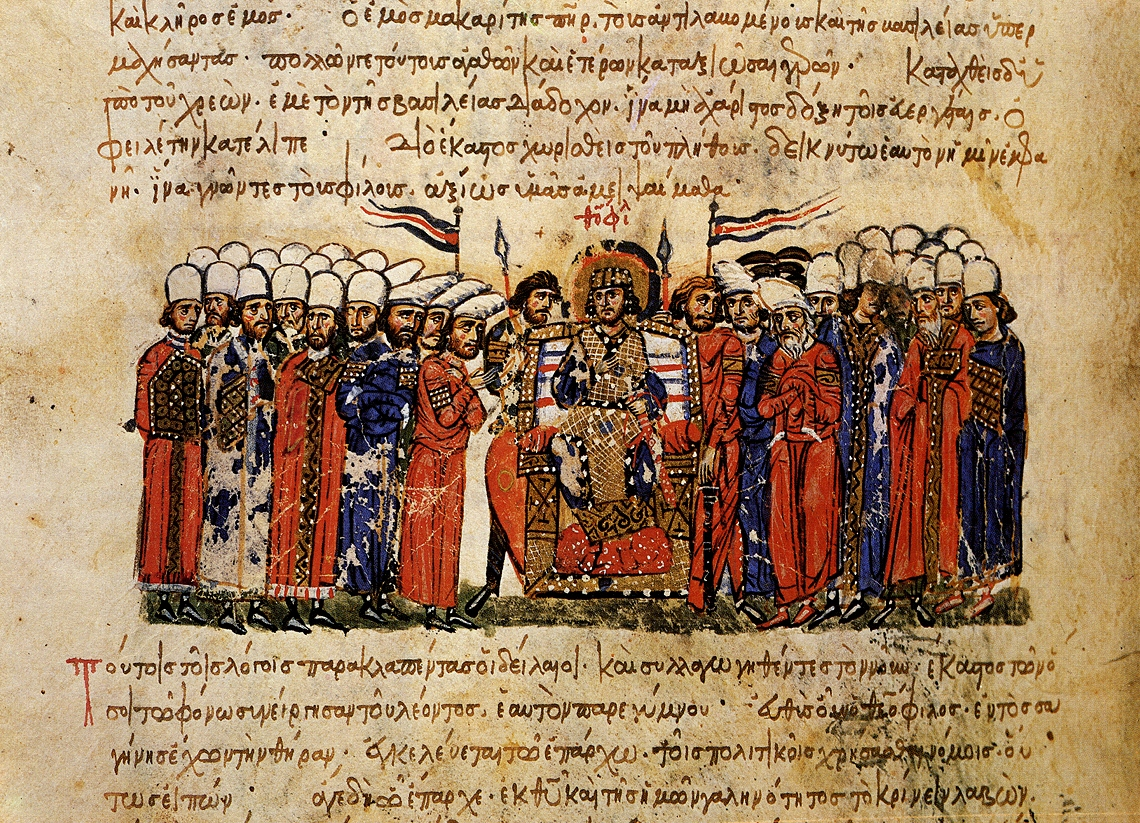
L'empereur Théophile et sa cour.

En 837, une armée musulmane dirigée par Abd al-Salam ibn Abd al-Wahhab attaque Enna mais est vaincue par les Byzantins. Abd al-Salam lui-même est fait prisonnier. Les musulmans répondent en renforçant leurs positions autour d'Enna, qui se retrouve assiégée. Au cours de l'hiver suivant, l'un des assiégeants découvre un chemin non surveillé qui conduit à la ville, ce qui permet aux musulmans de prendre la ville basse. Toutefois, les Byzantins parviennent à garder le contrôle de la citadelle. Finalement, des négociations débouchent sur le retrait des musulmans en échange d'une forte rançon,.
À Constantinople, Théophile entreprend un effort d'envergure pour soutenir la Sicile. Il rassemble une grande armée dirigée par son beau-fils, le césar Alexis Mousélé. Celui-ci arrive en Sicile au cours du printemps 838, au bon moment pour libérer la forteresse de Cefalù qui subit une attaque musulmane. Mousélé obtient plusieurs succès contre les raids ennemis mais, à son retour à Constantinople, ses adversaires diffusent des accusations d'intelligence avec les Arabes et de complot pour s'emparer du trône. En outre, la mort de sa femme Marie le prive de son lien familial avec Théophile. L'empereur envoie alors l'archevêque de Syracuse, Théodore Krithinos, afin de rappeler le césar à Constantinople en 839.
Le 11 juin 838, l'émir Ziyadat Allah est mort et c'est son frère, Abu Iqal ibn al-Aghlab, qui lui succède. Le nouvel émir envoie des troupes fraîches en Sicile où les musulmans reprennent le dessus après le départ d'Alexis Mousélé. En 839-840, Abu Iqal prend les forteresses Corleone, Platani, Caltabellotta et, peut-être, Marineo, Geraci et d'autres forts. Finalement, en 841, il lance un raid depuis Enna jusqu'à Grotte.
Au même moment, les musulmans de Sicile parviennent à prendre pied sur l'Italie continentale, répondant à l'appel du duché de Naples, mis en difficulté par Sicard de Bénévent en 839. Toutefois, ils décident ensuite de mettre à sac Brindisi et, après la mort de Sicard et l'éclatement d'une guerre civile dans la principauté de Bénévent, ils s'emparent de Tarente en 840 et Bari en 847,. Grâce à ces bases, ils vont lancer des raids destructeurs le long des côtes italiennes et dans la mer Adriatique jusqu'à la destruction de l'émirat de Bari en 871,.

### Progression musulmane et chute d'Enna: 842-859
À la fin de l'année 842 ou 843, grâce au soutien des Napolitains, les musulmans s'emparent de Messine,. En 845, la forteresse de Modica tombe à son tour. Les Byzantins profitent de la fin de la guerre avec les Abbassides pour envoyer des renforts issus du thème de Charsianon. Les deux armées s'affrontent près de Butera et les Byzantins subissent une défaite écrasante, perdant près de 10 000 hommes. Dans le sillage de ce désastre, la position byzantine en Sicile se détériore rapidement. La place de Lentini est prise par la ruse en 846 et la forteresse de Raguse tombe en 848, dont la garnison est réduite par la famine et les murailles mises à bas par les vainqueurs. Au même moment (847 ou 848), une tentative de la marine byzantine de débarquer des renforts près de Palerme échoue et sept des dix navires de la flotte sont détruits par une tempête.
En 851, le gouverneur et général Abu'l-Aghlab Ibrahim meurt et les musulmans siciliens élisent Abu'l-Aghlab al-Abbas ibn al-Fadl comme son successeur. Sans attendre la confirmation de sa nomination par le pouvoir central en Afrique du Nord, le nouveau gouverneur attaque et prend la forteresse de Caltavuturo avant de se tourner vers Enna. Toutefois, le gouverneur byzantin de la place-forte refuse d'engager le combat en terrain ouvert. Abbas décide alors de poursuivre son raid et, en 852-853, il dévaste le Val di Noto. Butera est assiégé durant cinq à six mois jusqu'à ce que ses habitants négocient son départ en livrant 5 à 6 000 prisonniers,. Peu de détails sont connus à propos des événements intervenant lors des quatre années suivantes. Il semblerait que les musulmans ont lancé des raids au travers des territoires byzantins sans rencontrer d'opposition. Abbas conquiert plusieurs forteresses dont Cefalù en 857. Gagliano subit aussi un siège mais ne tombe pas. Lors de l'été 858, les deux camps sont engagés dans une bataille navale, probablement au large de l'Apulie. Ali, le frère d'Abbas, parvient à vaincre la flotte byzantine mais est battu lors d'un deuxième engagement et doit s'enfuir.
Par la suite, en janvier 859, les musulmans reportent une grande victoire par la prise de la forteresse inexpugnable Enna, grâce à l'aide d'un prisonnier chrétien. Comme le fait remarquer Metcalfe, la prise de la forteresse est d'une grande importance car Enna est la clé de l'expansion musulmane vers l'est. « Sans le contrôle de la place d'Enna, les musulmans ne peuvent prendre de villes plus loin vers l'est sans prendre le risque de perdre leurs acquis lors de contre-offensives. La chute d'Enna, suivie par un sac complet et par le massacre de ses défenseurs le 24 janvier 859, est, en termes militaires, le couronnement des efforts des Aghlabides en Sicile depuis la chute de Palerme ».
La chute d'Enna réduit les possessions byzantines à la bande littorale orientale entre Syracuse et Taormine. Cela force l'empereur à envoyer une grande armée, emportée par une flotte de trois cents navires et dirigée par Constantin Kontomytès. Cette force arrive à Syracuse à l'automne 859. Peu après, la marine byzantine est vaincue lors d'une grande bataille dans laquelle un tiers de la flotte est détruite. Néanmoins, l'arrivée d'une grande armée byzantine incite plusieurs localités, prises par les musulmans, à se révolter. Abbas réprime rapidement ces soulèvements avant de marcher contre Kontomytès. Les deux armées se rencontrent près de Cefalù et, dans la bataille qui s'ensuit, les Byzantins sont sévèrement défaits et doivent se replier à Syracuse. Dans le même temps, Abbas renforce sa position en restaurant les défenses d'Enna, qu'il occupe.

## Chute de Malte et de Syracuse

### Gouvernorat de Khafaja ibn Sufayn, 861-869
Abbas meurt à l'automne 861, après un nouveau raid au sein du territoire byzantin. Il est enterré à Caltagirone avant que les Byzantins n'exhument son corps pour le brûler. Les musulmans de Sicile choisissent son oncle Ahmad ibn Ya'qub comme son successeur mais son mandat est court. En février 861, il est déposé au profit d'Abdallah, le fils d'Abbas. Son général Rabah parvient à prendre quelques forteresses byzantines après une défaite initiale. Toutefois, l'arrivée d'Abdallah n'est pas reconnue par les Aghlabides et il est remplacé, après cinq mois seulement par Khajafa ibn Sufiyan.
En 863, Khajafa envoie son fils Mohammed razzier les environs de Syracuse mais celui-ci est vaincu par les Byzantins et contraint au repli. Néanmoins, en février/mars 864, avec le soutien de renégats byzantins, les musulmans prennent Noto et Scicli. En 865, Khajafa conduit en personne une expédition contre les environs d'Enna, ce qui pourrait signifier que les Byzantins tiennent des forts aux alentours à défaut d'avoir repris la place forte. Par la suite, il se dirige vers Syracuse mais son fils est de nouveau battu lors d'une embuscade et perd un millier d'hommes.
En 866, Khajafa marche de nouveau contre Syracuse. De là, il marche le long de la côte vers le nord. Il y rencontre une délégation de citoyens de Taormine avec qui il conclut un traité avant de le violer rapidement. Dans la même année, les musulmans reprennent Noto et Raguse que les Byzantins venaient apparemment de reprendre ou qui n'ont pas payé leur tribut après une précédente capitulation. Khajafa prend aussi la forteresse appelée « al-Giran » et quelques autres villes, avant que la maladie ne le contraigne à revenir à Palerme. Durant l'été 867, après sa guérison, il conduit son armée vers Syracuse et Catana, razziant les environs.
En septembre 867, l'empereur Michel III est tué et c'est Basile Ier qui lui succède. Celui-ci s'avère rapidement plus énergique que son prédécesseur. La paix relative sur la frontière orientale lui permet de tourner son attention vers l'ouest. En 868-869, l'amiral Nicétas Oryphas est envoyé pour mettre fin au siège de Raguse et rétablir l'autorité byzantine en Dalmatie. Par la suite, il fait voile vers l'Italie dans une tentative avortée de conclure une alliance matrimoniale et de coordonner le siège conjoint de Bari avec l'empereur Louis II d'Italie. Une autre flotte est envoyée en Sicile au printemps 868 mais les Byzantins sont lourdement vaincus par Khajafa, après quoi les musulmans peuvent razzier librement les environs de Syracuse. Après le retour de Khafaga à Palerme, son fils Mohammed lance un raid contre l'Italie continentale, mettant peut-être le siège devant Gaeta.
Lors de son retour en Sicile, en janvier-février 869, Muhammad tente de prendre Taormine grâce à une trahison. Toutefois, si un petit détachement musulman parvient à s'emparer des portes, Mohammed tarde à arriver avec l'armée principale. De ce fait, le détachement, craignant la capture, préfère abandonner la ville. Un mois plus tard, Khafaja lance une attaque dans la région de l'Etna, probablement contre la ville de Tiracia (aujourd'hui Randazzo). Dans le même temps, Mohammed lance un raid autour de Syracuse. Néanmoins, les Byzantins font une sortie et infligent de lourdes pertes aux hommes de Mohammed, forçant Khafaja à se diriger vers Syracuse. Il met le siège devant la ville pendant quelques semaines avant de revenir à Palerme en juin. Toutefois, sur le chemin du retour, il est assassiné par un soldat berbère insatisfait qui fuit ensuite à Syracuse. C'est une lourde perte pour les musulmans de Sicile, dont les causes ne sont pas claires. Metcalfe suggère que le meurtre résulterait d'une dispute à propos de la répartition du butin entre les différentes composantes de l'armée musulmane. Selon Alexandre Vassiliev, il est possible que le soldat berbère ait été aux ordres des Byzantins,.

### Prise de Malte et de Syracuse, 870-878
Mohammed succède à son père et est confirmé à son poste par l'émir aghlabide. Alors qu'il était régulièrement sur le terrain avant sa nomination, il apparaît comme un gouverneur sédentaire, préférant rester dans sa capitale plutôt que de mener des campagnes. En outre, son gouvernorat est brusquement interrompu par son assassinat par les eunuques de sa cour le 27 mai 871.
Néanmoins, c'est sous Mohammed qu'a lieu la prise de Malte, qui apparaît comme un succès aux répercussions majeures à long terme. De toutes les îles environnant la Sicile, Malte était la dernière aux mains des Byzantins et, en 869, une flotte dirigée par Ahmad ibn Umar ibn Ubaydallah ibn al-Aghlab al-Habashi l'attaque. Les Byzantins reçoivent des renforts qui leur permettent, dans un premier temps, de résister. Toutefois, en 870, Mohammed envoie une flotte depuis la Sicile et la forteresse maltaise chute le 29 août 870. La ville est pillée et Ahmad al-Habashi se serait emparé des colonnes en marbre de la cathédrale locale pour décorer son palais, tandis que les fortifications sont mises à bas,. La chute de Malte a des conséquences importantes pour la défense des positions byzantines restantes en Sicile. En effet, la ville de Reggio de Calabre, située en face de la Sicile, est aussi aux mains des musulmans. Ceux-ci disposent ainsi de positions stratégiques de part et d'autre de l'île. De ce fait, ils peuvent aisément empêcher la venue de renforts depuis l'est.

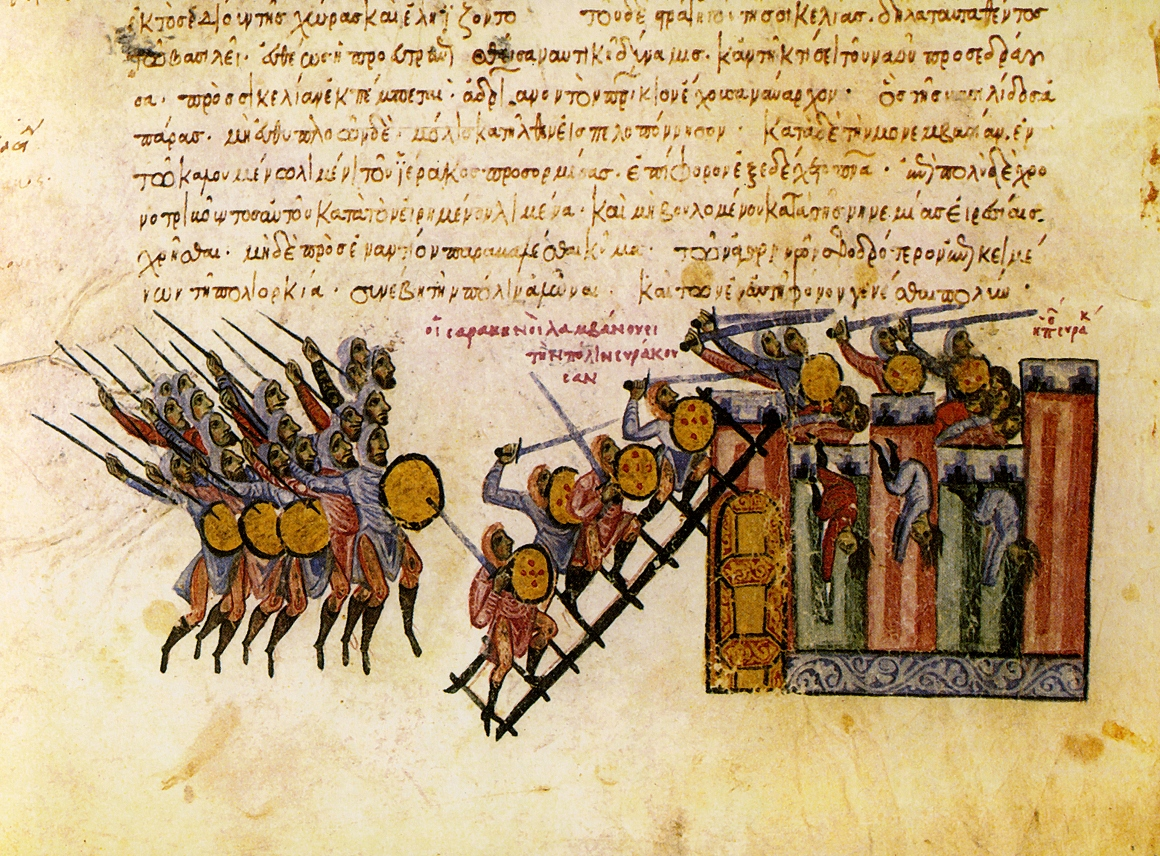
La chute de Syracuse dépeinte par le manuscrit Skylitzès.

De 872 à 877, une période de calme semble s'installer en Sicile car les sources ne mentionnent aucune opération militaire. Cette situation est probablement due au désordre interne qui frappe les musulmans siciliens. Ainsi, six gouverneurs se sont succédé durant cette période tandis que le gouvernement aghlabide est aussi frappé d'affaiblissement,. En Italie, les raids musulmans se poursuivent mais les Byzantins obtiennent un succès important en 875/876 avec la prise de Bari.
En 875, l'émir aghlabide Mohammed II, peu porté sur la guerre, meurt. C'est son frère, l'énergique Ibrahim II qui lui succède. Ce nouvel émir est déterminé à prendre Syracuse. Il nomme Ja'far ibn Muhammad comme nouveau gouverneur de l'île et envoie une flotte pour le soutenir. Ja'far commence sa campagne en 877, razziant les territoires byzantins et occupant les forts environnant Syracuse avant d'assiéger la ville. Les musulmans sont bien équipés en matériel de siège et lancent des attaques incessantes. Les assiégés reçoivent peu de renforts depuis Constantinople. La flotte byzantine semble surtout occupée à transporter les matériaux de construction pour la nouvelle église bâtie par Basile Ier. Durant les neuf mois de siège, les Arabes occupent progressivement les défenses extérieures et finissent par prendre la ville le 21 mai 878. La population est massacrée ou réduite en esclavage et la cité est complètement pillée durant deux mois,.

## Fin de la conquête musulmane

### Dissensions parmi les musulmans

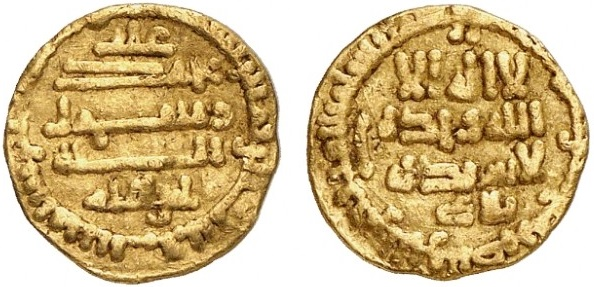
Dinar aghlabide frappé en Sicile en 879.

En dépit du grand succès que constitue la prise de Syracuse, la province musulmane de Sicile connaît des tensions internes. Peu après la chute de la ville, Ja'far ibn Muhammad est tué par ses propres esclaves, à l'instigation de son oncle et de son frère qui prennent ainsi le contrôle de la province. Ils sont à leur tour renversés en septembre 878 et envoyés en Ifriqiya pour être exécutés.
Ibrahim II nomme brièvement son propre fils comme gouverneur avant la nomination du Sicilien Husayn ibn Rabah. Ce dernier relance les opérations contre les dernières forteresses byzantines au nord-est, notamment Taormine en 879-889, sans succès. En effet, les Byzantins parviennent à lancer une contre-offensive limitée en 880, quand l'amiral Nasar vainc une flotte aghlabide lors d'une attaque de nuit en mer Ionienne. De ce fait, il peut lancer un raid dans les environs de Palerme avant de défaire une autre flotte arabe au large de Punta Stilo. En 881-882, Taormine est de nouveau la cible d'une vigoureuse attaque musulmane mais résiste. Une armée arabe dirigée par Abu'l-Thawr est détruite par les Byzantins, ce qui suscite une mobilisation à grande échelle des musulmans. Lors des années suivantes, ceux-ci lancent plusieurs raids contre Catane, Taormine et peut-être Polizzi Generosa en 883 puis, contre Rometta et Catane en 884 et de nouveau contre Catane et Taormine en 885. Ces expéditions sont efficaces dans la mesure où elles entraînent la constitution d'un butin ou l'imposition d'un tribut suffisant pour payer l'armée. Toutefois, elles ne parviennent pas à réduire les forteresses byzantines. Dans la même période, la présence byzantine dans le sud de l'Italie se renforce avec une série de victoires de Nicéphore Phocas l'Aîné.
C'est dans ce climat d'échec militaire que le mécontentement gagne une partie croissante de la population musulmane de Sicile. Cette rébellion qui débouche sur un conflit entre la classe dirigeante et le reste de la population est souvent ramenée à une simple lutte ethnique entre les Arabes dirigeants et les rebelles berbères,. En décembre 886, la population de Palerme dépose le gouverneur Sawada ibn Khajfa et l'envoie en Ifriqiya. L'émir Ibrahim II nomme un nouveau gouverneur qui parvient à calmer la situation grâce à des raids fructueux et remporte une victoire majeure contre une flotte byzantine lors de la bataille navale de Milazzo en 888. Ce succès permet aux musulmans de lancer des raids destructeurs en Calabre.
L'année suivante, Sawada revient avec des troupes fraîches venant d'Ifriqiya pour lancer une autre attaque contre Taormine, sans réussite. Toutefois, en mars 890, une autre rébellion éclate à Palerme, apparemment au sein des Arabes siciliens, contre les troupes venant d'Ifriqiya. Cette révolte intervient parallèlement à un soulèvement en Ifriqiya, ce qui met fin aux raids musulmans contre les Byzantins et donne lieu à la conclusion d'une trêve en 895-896. Selon les termes de cette trêve, en échange de la paix, les Byzantins doivent progressivement libérer les prisonniers musulmans (autour d'un millier au total).
En 898, une guerre civile généralisée éclate entre les Arabes et les Berbères, ce qui entraîne l'intervention d'Abu'l-Abbas Abdallah, le fils d'Ibrahim II, qui a réprimé la rébellion en Ifriqiya. Il arrive sur l'île lors de l'été 900 à la tête d'une armée. Ce conflit acquiert une dimension régionale avec l'opposition entre les habitants de Palerme et ceux d'Aggrigente. Après que les négociations entre les Ifriqiyens et les différents partis siciliens échouent, Abu'l-Abbas Abdallah marche sur Parleme, qu'il prend le 18 septembre 900. Un grand nombre de rebelles fuit la ville vers Taormine, certains allant jusqu'à Constantinople.

### Arrivée d'Ibrahim II et prise de Taormine (901-902)
Les Byzantins tentent de tirer avantage de la révolte et commencent à assembler une armée à Messine et Reggio, tandis qu'une flotte est envoyée de Constantinople. Toutefois, Abu'l Abbas ne tarde pas à réprimer la rébellion et marche de nouveau contre les Byzantins, ravageant les alentours de Taormine avant de mettre le siège devant Catane, sans succès. Il rentre alors à Palerme pour l'hiver,. Le printemps suivant, il attaque Demona. Pour perturber les préparatifs ennemis, son armée traverse ensuite le détroit pour débarquer sur le continent et prendre Reggio le 10 juillet. Un vaste butin est collecté et 15 000 habitants sont réduits en esclavage tandis que la Djizîa est imposée au reste de la population. Lors de son retour en Sicile, Abu'l Abbas tombe sur une flotte byzantine qu'il défait, capturant trente des vaisseaux ennemis,.
Au début de l'année 902, l'émir Ibrahim II est contraint à l'abdication par sa population et par l'intervention du calife abbasside. Abu'l Abbas lui succède tandis qu'Ibrahim prend sa place en Sicile, accompagné d'un groupe de volontaires. Il désire mettre fin à l'enlisement de la guerre contre les Byzantins. Pour cela, il progresse vers Taormine, vainc la garnison devant les murailles de la forteresse et l'assiège. La place forte, abandonnée par le gouvernement impérial, chute le 1er août 902,. Ibrahim tire les bénéfices de son succès pour lancer des raids contre les diverses forteresses situées aux alentours, les détruisant ou les contraignant soit à la capitulation, soit au paiement d'un tribut,.
Poursuivant sur sa lancée, Ibrahim traverse le détroit et s'attaque à l'Italie continentale. Les villes de la région (jusqu'à Naples), se préparent à l'offensive musulmane. Toutefois, sa progression est stoppée au siège de Cosenza car il meurt de dysenterie le 24 octobre. Son petit-fils met fin à la campagne militaire et se replie en Sicile.

## Suites
Bien que quelques forteresses au nord-est de l'île restent aux mains des chrétiens, la chute de Taormine marque la fin effective de la présence byzantine en Sicile au profit de l'émirat musulman. Toutefois, elle ne met pas fin à la guerre byzantino-arabe pour le contrôle de l'île.
En 909, la Sicile musulmane, tout comme l'Ifriqiya, passe sous le contrôle des Fatimides. Ces derniers poursuivent la tradition du djihad contre les forteresses encore détenues par les Byzantins (le Val Demone) et, surtout, contre les possessions byzantines en Italie méridionale. Taormine échappe au contrôle musulman peu après 902. Elle ne redevient musulmane qu'en réponse à la reconquête byzantine de la Crète en 962, après un siège de trente jours,. L'année suivante, les Musulmans attaquent Rometta, le dernier bastion chrétien de l'île, ce qui entraîne l'envoi d'une expédition par Nicéphore II Phocas pour reconquérir la Sicile. Les Byzantins sont d'abord victorieux, reprenant Messine et d'autres forteresses au nord-est mais sont repoussés devant Rometta et doivent se replier en Calabre. L'année suivante, ils tentent de reprendre leur offensive mais ils sont vaincus lors de la bataille du Détroit, au large de Messine. En conséquence, une trêve de longue durée est conclue entre les deux puissances en 967,.
Les raids arabo-siciliens sur l'Italie se poursuivent et entraînent l'intervention de l'empereur Otton II en 982, qui est vaincu à la bataille du cap Colonne,. Ce n'est pas avant les années 1020 que les Byzantins reportent leur attention sur la Sicile, après avoir consolidé leur position dans le sud de l'Italie grâce au travail du catépan Basile Boioannès. Une grande armée est rassemblée à Messine en 1025 mais l'expédition est annulée du fait de la mort de l'empereur Basile II. Une dernière tentative de récupérer l'île est menée par le jeune général Georges Maniakès en 1038. Il profite des conflits internes entre les Kalbides et les Zirides et parvient à reprendre l'ensemble de la côte orientale. Toutefois, la reconquête reste incomplète car il est rappelé à Constantinople par des rivaux jaloux et les Kalbides récupèrent rapidement le terrain perdu, reprenant Messine, le dernier avant-poste byzantin, en 1042,.
Les Arabes gardent une vingtaine d'années le contrôle de la Sicile, jusqu'à la conquête normande. Celle-ci commence en 1061 et se termine en 1091 avec la prise de Noto.